# Kunstgewerbemuseum in Prag

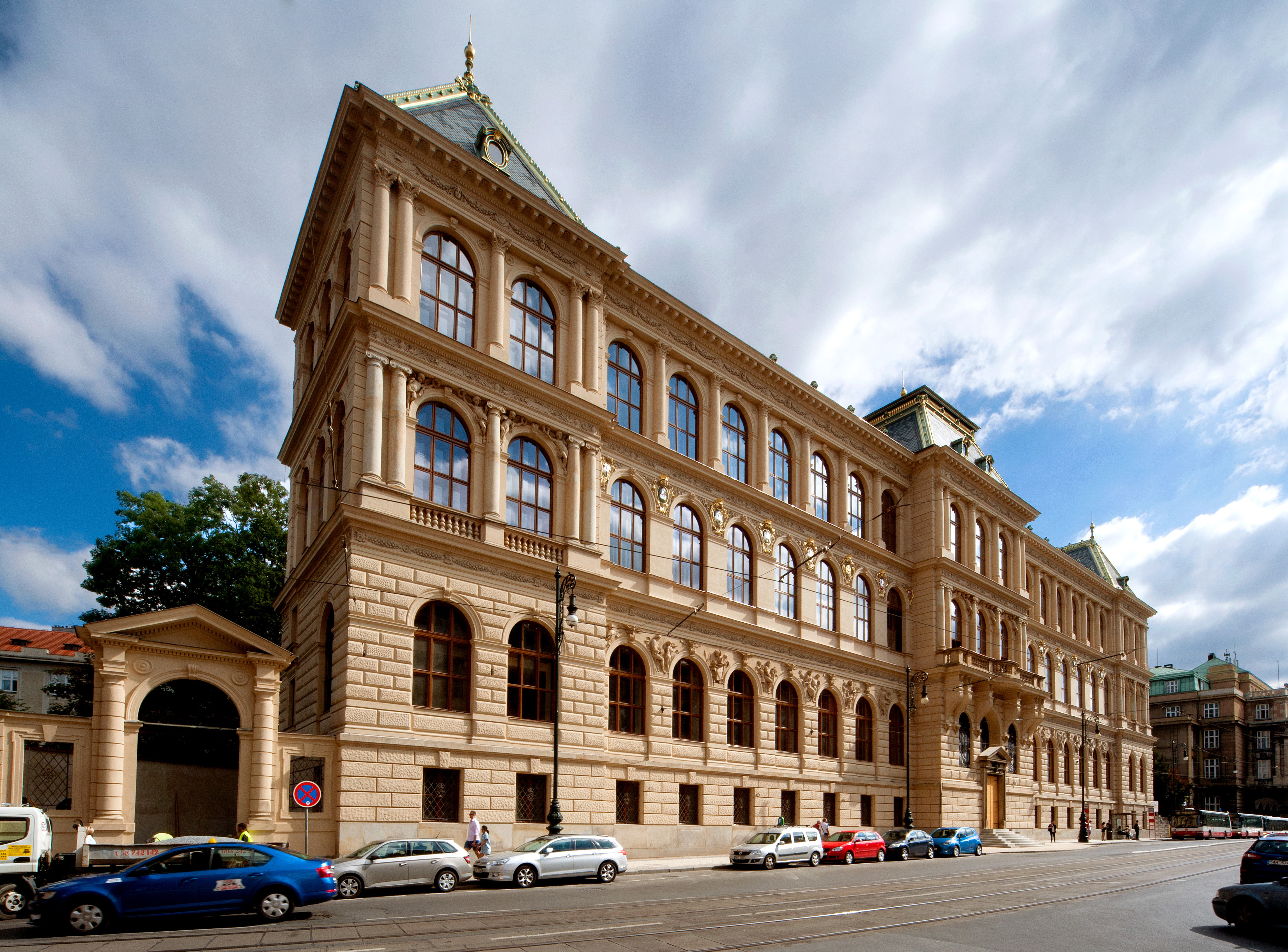
Kunstgewerbemuseum in Prag (2016)

Das Kunstgewerbemuseum in Prag (kurz UPM für tschechisch: Uměleckoprůmyslové museum) ist ein staatliches Museum für Kunstgewerbe im Prager Stadtteil Josefov.

## Geschichte
Das Museum wurde 1885 durch die Handels- und Gewerbekammer Prag als Kunstgewerbliches Museum gegründet. Bis 1900 waren die ersten Sammlungen im Rudolfinum untergebracht, bis der von 1897 bis 1899 nach Plänen des Prager Architekten Josef Schulz errichtete Neubau des Museums im Jahr 1900 eröffnet wurde. Durch die Schenkung der Glas-Sammlung des Kunsthistorikers und -sammlers Gustav Edmund Pazaurek gewann das Museum 1932 internationales Renommee. Zwischen 1959 und 1969 verlor das Kunstgewerbemuseum seine Eigenständigkeit als Teil der Nationalgalerie Prag.

## Sammlungen
Das Kunstgewerbemuseum in Prag beherbergt die umfangreichste Sammlung angewandter Kunst in Tschechien. Die ausgestellten Exponate des Kunstgewerbes, der angewandten Kunst und des Designs stammen aus dem gesamten Zeitraum von der Spätantike bis in die Gegenwart. Die Schwerpunkte liegen vor allem in der europäischen Kunst, mit Schwerpunkt auf Böhmen. Die einzelnen Ausstellungsräume der ständigen Sammlung sind thematisch nach ihren Inhalten benannt: der Glas-, Keramik- und Porzellansaal, die Säle für die „Kunst des Feuers“, der Uhrsaal für „Zeitmaschinen“, der Grafiksaal für „Druck und Bild“, der Möbelsaal für die „Geschichte der Materialien“, und der Textilien- und Modesaal für die „Geschichte der Faser“.
Sammlungen:
- Glas, Keramik und Porzellan
- Uhren
- Grafische Kunst und Fotografie
- Möbel, Metalle und Edelmetalle
- Textilien, Mode und Spielzeug

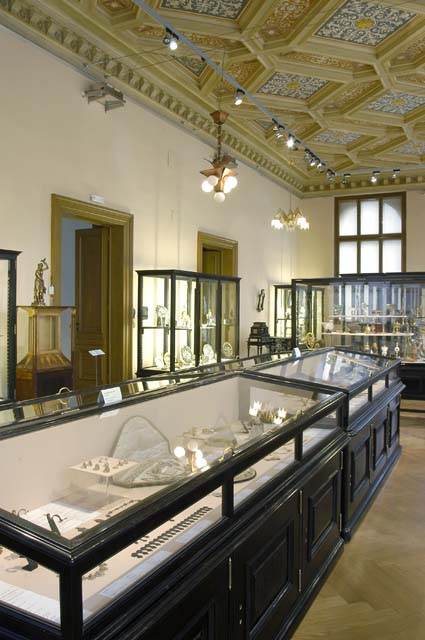
Glas, Keramik und Porzellan
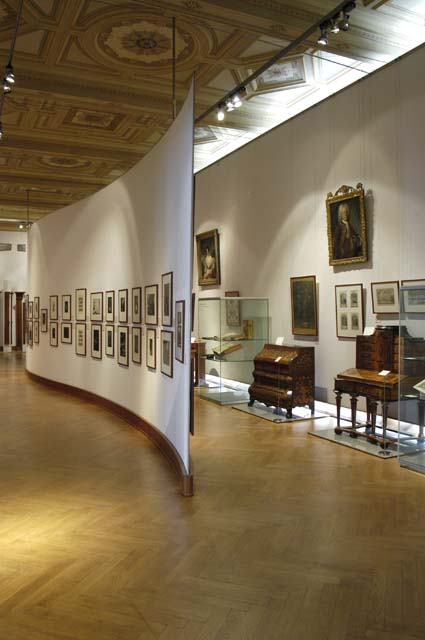
Grafische Kunst und Fotografie
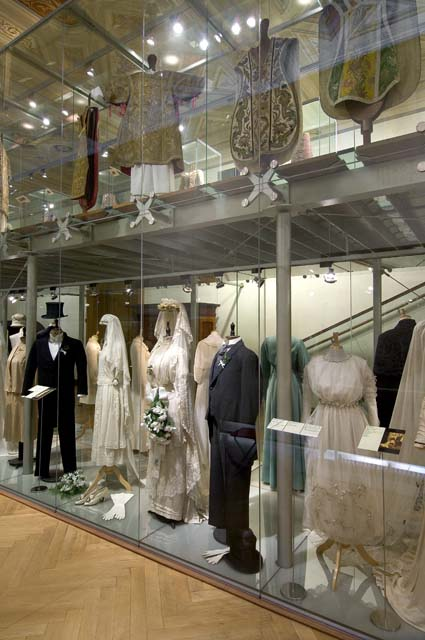
Textilien, Mode und Spielzeug

Neben den Sammlungen im Hauptgebäude besitzt das UPM Zweigstellen im Prager Hradschin (Galerie Josefa Sudka) und den Städten Česká Skalice (Böhmisch Skalitz), Kamenice nad Lipou (Kamnitz an der Linde) und Klášterec nad Ohří (Klösterle an der Eger).

## Bibliothek

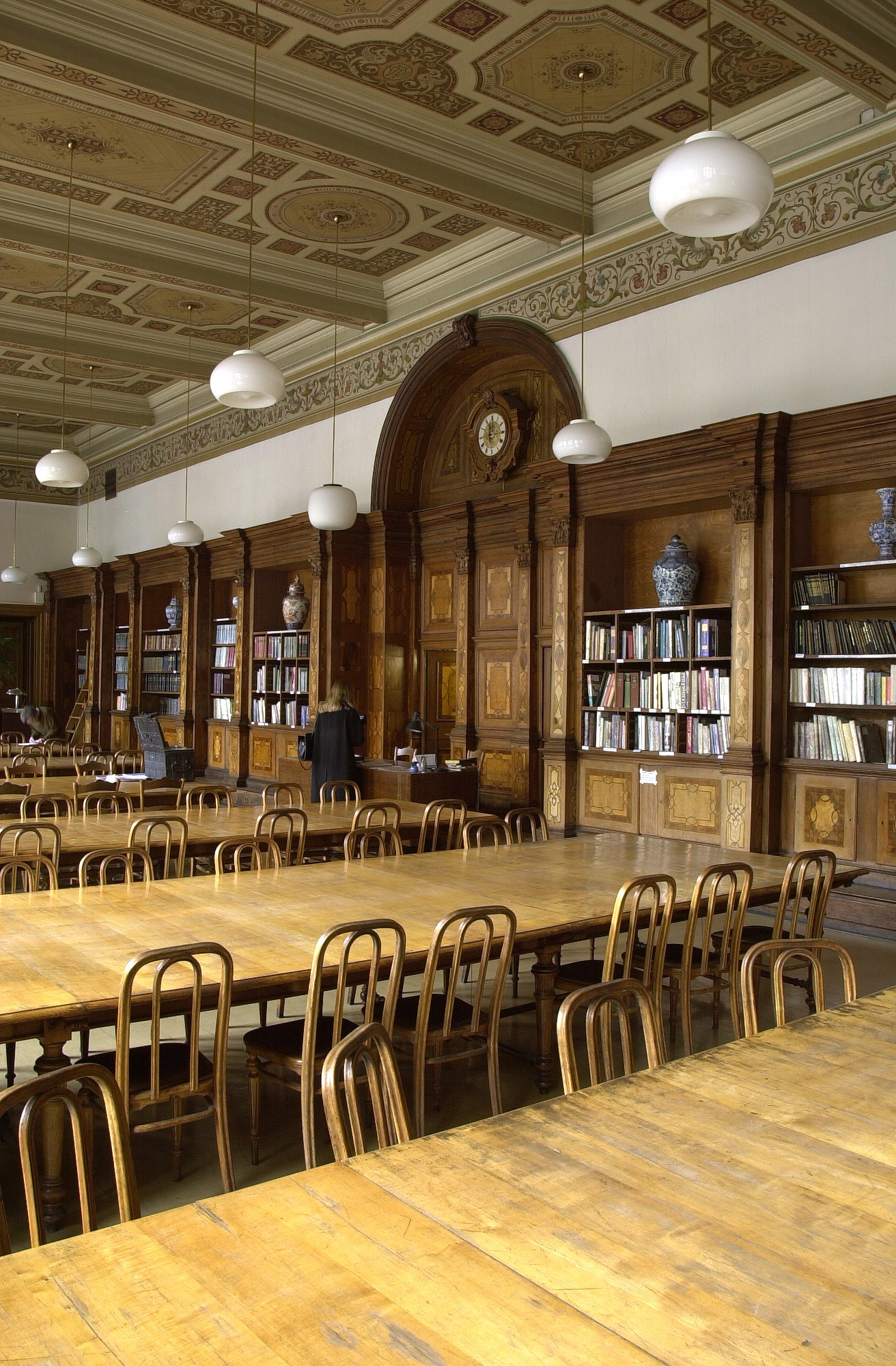
Bibliothek des Kunstgewerbemuseums

Die Bibliothek des Kunstgewerbemuseums (Knihovna Uměleckoprůmyslového musea v Praze) ist mit rund 172.000 Medien die größte tschechische Spezialbibliothek für alle Themenbereiche der Kunst und Kunstgeschichte. Sie umfasst ein umfangreiches Kunst-Enzyklopädie, Wörterbücher, Referenzhandbücher und Zeitschriften.